# Barker (comté de Broome, New York)
Pour les articles homonymes, voir Barker.
Barker est une ville située au nord-est du comté de Broome, dans l' État de New York, aux États-Unis,. En 2010, elle comptait une population de 2 516 habitants, estimée au 1er juillet 2021 à 2 496 habitants. La ville est incorporée en 1831.

## Démographie
Lors du recensement de 2020, la ville comptait une population de 2 516 habitants. Elle est estimée, en 2021, à 2 496 habitants.